# 배선희
배선희(1985년 10월 7일 ~)은 대한민국의 배우 이다

## 출연작

### 영화
- 2005년 영화 《만행》
- 2008년 영화 《사자를 만나다》
- 2006년 영화 《여우비》
- 2012년 영화 《저 만치에》

## 학력
- 동래여자고등학교 (졸업)
- 한국예술종합학교 연극원 연기과 (졸업)